# Otto Johannessen
Otto Olavus Johannessen (Bergen, 1894. július 25. – New York, 1962. december 6.) olimpiai ezüstérmes norvég tornász.
Ez első világháború után az 1920. évi nyári olimpiai játékokon, mint tornász versenyzett és szabadon választott gyakorlatokkal, csapat összetettben ezüstérmes lett.
Klubcsapata a Bergens TF volt.